# 船山基紀
船山 基紀（ふなやま もとき、1951年1月13日 - ）は、日本の作曲家、編曲家、キーボーディスト、音楽プロデューサー。東京都目黒区出身 。

## 略歴
東京都目黒区に生まれる。幼少期を調布市仙川で過ごし、当時開設されたばかりの桐朋学園の幼稚園に1期生として通う。幼い頃から譜面と地図が大好きで、中野区に引っ越した後中野区立谷戸小学校では音楽部鼓笛隊に所属し大太鼓を担当。
中学時代に吹奏楽部で出会ったサックスに夢中になった後、早稲田大学高等学院から早稲田大学政治経済学部経済学科へ進む。大学時代はビッグバンドの「ハイソサエティ・オーケストラ」に所属しサックス奏者（コンサートマスター）として活動する。また、音楽の素質を認めていた大学の先輩の紹介で3年の時からアルバイトでヤマハ音楽振興会でヤマハポピュラーソングコンテストの仕事をして編曲の基礎を学ぶ。その後、大学は中退するが、1974年からフリーの作・編曲家として活動を開始。編曲家としてのデビュー作は中島みゆき「アザミ嬢のララバイ」。
1977年、沢田研二「勝手にしやがれ」が、第19回日本レコード大賞を受賞。渡辺真知子、野口五郎などを手掛けた後、作曲家・筒美京平と出会い彼の作品の編曲に携わり始める。
1981年から2年間はロサンゼルスに活動拠点を移し、そこで出会ったフェアライトを帰国後に導入。コンピューターを使った新しいスタイルで、柏原芳恵、C-C-B、中山美穂、小泉今日子、松本伊代、Winkや森川由加里等、1980年代に活躍したアイドルやミュージシャンの楽曲を数多く手がける。特に筒美京平作品の編曲数は最も多く、数々の賞を受賞している。
1990年代以降は、アニメソングやCMソング、ジャニーズタレント、ミュージカルなどの舞台音楽制作を手がけている。
2014年には増崎孝司とユニットを組み、『Moto＆Masu』名義でCDもリリースしている。
2019年時点で編曲した曲は2700曲を超え、歴代編曲家シングル総売上は小室哲哉に次ぐ2位。
2020年、47年間のキャリアで手掛けた歌謡曲、アイドルソング、ニューミュージックなどの楽曲が収録された作品集のCD BOX「船山基紀 サウンド・ストーリー 時代のイントロダクション」を発売。
2021年4月17日・18日、『〜筒美京平 オフィシャル・トリビュート・プロジェクト〜 ザ・ヒット・ソング・メーカー 筒美京平の世界 in コンサート』が東京国際フォーラムにて開催された。全編、筒美が手掛けたヒットナンバーで構成され、29組の歌手・アーティストが出演して歌い上げた。この日のために日本を代表する実力派ミュージシャンによって結成されたバンド「船山基紀とザ・ヒット・ソング・メーカーズ」が演奏を担い、編曲・指揮・音楽監督を船山が務めた。

## エピソード

### 学生時代
小学校時代はラジオを聞くのが大好きで、毎日FEN を聴いていた。当時はイタリアのポピュラー音楽の祭典「サンレモ音楽祭」の楽曲やザ・ビートルズの曲などを好んで聞いていた。
ヤマハ音楽振興会のバイトに誘われたのは、当時ヤマハがポピュラーソングコンテストに乗り出した頃で、譜面だけの応募作やギター一本で録音された音源のアレンジや譜面を書く人の人材が不足していたため。そこでバイトを始めると、後に音楽業界で活躍する編曲家・萩田光雄や作曲家・林哲司などに出会い、彼らとの刺激的な日々の中アレンジ作業に面白味を感じて2年間バイトに没頭した。
船山によると1969年から70年代前半の大学は学生運動で講義がなく、レポート提出だけで単位を取れる状態だったが、朝から晩まで部室でサックスを吹くほど音楽にのめり込んでレポート提出を怠った。このため4年時にヤマハから正社員として就職を勧められるも、勉強を疎かにしていたことで卒業が絶望的となり、大学中退後に高卒の条件でヤマハに就職した。当時音楽業界の景気が良く仕事が沢山あったことから、2年後の1974年に編曲家として独立。

### デビュー後と渡米に関して
「アザミ嬢のララバイ」で編曲家として初ヒットした後、若くて勢いのあるアレンジャーを探すプロデューサーから指名を受けて沢田研二の新曲「勝手にしやがれ」の編曲を任された。同曲で日本レコード大賞を受賞した船山は、「編曲家として帝国劇場のステージに立てたことは感動的な思い出」と後年語っている。
それ以降編曲の依頼が増えたことから、「夕方から打ち合わせをして夜中に譜面を書き翌日の昼からレコーディング」という作業を繰り返す日々がしばらく続いた。また、依頼ごとにヒットを願う歌手の所属先のスタッフから発破をかけられ、疲労と重圧を感じながらも音楽作りを追求し心身ともに摩耗していった。その結果「このままではアイデアが枯渇してしまう」と危機感を覚えた船山は、1981年に仕事を一旦整理しロサンゼルスに旅立った。
現地の音楽関係者と交流した船山はこれまでの疲れが癒やされ、枯れかけていた自分が蘇るような感覚になり音楽制作の意欲を取り戻した。またこの渡米で、発売されたばかりのシンセサイザー「フェアライトCMI」と出会えたことが大きな収穫となった。船山によると当時の価格で1,500万円もしたが、画期的な機材で新たな音楽が作れることを確信し購入した。帰国後このシンセサイザーを用いて80年代に多くの楽曲を編曲した船山は、後に「自分の編曲がその時代の音になったと思う」と自負している。

## 楽曲作品

### あ行
- 相川恵里
  - 約束
- アグネス・チャン
  - 男の人わからない
  - 東京タワーを鉛筆にして
  - おやすみ
  - さよならは風に巻かれて
  - 冬の灯台
  - 思い出して下さい（以上６曲　編曲　アルバム「はじめまして青春」より）
  - 教えて下さい
  - いつまでも変わらずに※
  - もう振り向いたりしない
  - 21の愁い
  - あなたを包みたい
  - ひとりぼっちで歩きたい
  - 心に翼を下さい※（以上7曲　編曲　アルバム「How are you? お元気ですか」より ※はシングル発売あり）
  - イントロ・ダクション（作・編曲）
  - 似たものどうし
  - 鉛筆で書いたラブ・レター
  - 雨の月曜日※
  - 青い靴と海の砂
  - 明日帰ります
  - 花のささやき(In un fiore)※
  - 小さな風船(Toi jamamis)
  - 瞳のおしゃべり
  - 夢の中で
  - 心の架け橋
  - 卒業（以上11曲 編曲／以上12曲 アルバム「カナダより愛をこめて」より ※はシングル発売あり）
  - そよ風と私
  - 風の縁結び
  - この窓をあけて
  - ある寒い日の朝
  - 高すぎる空
  - 遠くのガラス窓 (Chat Gris Chagrin)
  - あなたにさようなら
  - 悲しみよこんにちは(以上8曲 編曲 アルバム「Happy Again」より）
  - ハート通信
  - 泣き虫弱虫お嬢さん
  - 友達ならば(以上3曲 編曲 アルバム「ヨーイドン」より）
  - プロポーズ
  - 幸せという字（以上2曲 編曲  シングル）
- 鮎川麻弥
  - Good-bye to love
  - Twi-a Twi-a
  - 銀の手鏡
  - セピア色の情景へ -his favorite things-
  - My ア・ラ・カルト
  - 見えない翼
  - 陽炎 -heat wave-
- アン・ルイス
  - 女にスジは通らない
- THE YELLOW MONKEY
  - 砂の塔
- 池田政典
  - ハートブレイカーは踊れない
  - Shadow Dancer
- 石川秀美
  - Sea Loves You〜キッスで殺して
  - 八月のジプシー
- 石野真子
  - プリティー・プリティー
  - めまい
  - 彩りの季節
  - 明日になれば
  - ハイスクール・クィーン
  - 恋のジョギング
  - お嫁にもらって下さいませんか
  - 私のしあわせ
- 五木ひろし
  - 途中駅
  - 愛しつづけるボレロ
- 五輪真弓
  - さよならだけは言わないで
  - 残り火
  - 夜汽車
  - 恋人よ
  - 運命（さだめ）
  - 時の流れに〜鳥になれ〜
- 伊藤咲子
  - リトルプリンス
- 伊藤つかさ
  - 少女人形
  - もう一度逢えますか
- 伊藤美紀
  - 哀愁ピュセル
  - UBU
  - 春がいっぱい
  - ハニー
- 稲垣潤一
  - ドラマティック・レイン
  - 思い出のビーチクラブ
- イルカ
  - Jazz屋の娘
  - 日曜日
  - 人生フルコース
- 岩崎宏美
  - 水曜の朝、海辺で…
  - テーブルの下（以上2曲　作・編曲）
- 岩崎良美
  - I THINK SO
- Wink
  - 愛が止まらない 〜Turn It Into Love〜
  - 涙をみせないで 〜Boys Don't Cry〜
  - 淋しい熱帯魚
  - One Night In Heaven 〜真夜中のエンジェル〜
  - 永遠のレディードール 〜Voyage Voyage〜
  - DING DING 〜恋から始まるふたりのトレイン〜
  - Only Lonely
  - 背中まで500マイル
  - Cat-Walk Dancing
  - いちばん哀しい薔薇
  - ロマンスの方舟
  - Especially For You 〜優しさにつつまれて〜
  - 硝子の心 〜Heart of Glass〜
  - Take Me To Heaven
  - Special To Me
  - さよなら 小さなCrybaby
  - 愛してる 〜Never Stopped Loving You〜
  - Joanna
  - 贅沢な孤独
  - 恋の受難にようこそ
- 大塚博堂
  - 哀しみ通せんぼ
- 大橋純子
  - ファンタジック・ウーマン
  - サンバ・ソレイユ
- 岡田奈々
  - 求愛専科
  - さよならは知らない
- 岡村孝子
  - はぐれそうな天使
- おかゆ
  - ジモンジトウ
- 沖田浩之
  - E気持
- 荻野目洋子
  - ディセンバー・メモリー
  - フリージアの雨（作曲・編曲）
  - 愛のタイムカプセル（作曲・編曲）
  - フラミンゴ in パラダイス
  - 恋しくて
- おさかなペンギン
  - おさかなペンギンのテーマ

### か行
- 柏原芳恵（柏原よしえ）
  - めらんこりい白書
  - 恋人たちのキャフェテラス
  - ト・レ・モ・ロ
  - 悪戯NIGHT DOLL
  - し・の・び・愛
  - 女ともだち
  - A・r・i・e・s
  - 抱きしめる、という感じ
  - ロンリー・バースデイ
  - 海岸線
  - ハリウッド・ロマンス
  - イチヂクは木の下で
  - 私のすべて
  - 未来飛行
  - P.S.S.=心の追伸
  - もっとタイトにI love you
  - 白いヘリコプター
  - LOOK BACKもう一度
  - 涙がDEJA VU
  - QUIET BOY
  - エトランゼ
  - カフェバー・ドンファン
  - フィンガー
  - 恋のD-day
  - ショック・かくして・大人する
  - 不良の掟
  - ガラスの鍵
  - 最後のセーラー服
- 門倉有希
  - カトレア
- 金井夕子
  - パステル ラヴ
  - ジャスト フィーリング
  - 午前0時のヒロイン
  - ラスト ワルツ イン ブルー
  - オリエンタル ムーン
- 狩人
  - 国道ささめ雪
  - 悲しみクライマックス
  - 女にかえる秋
  - 白馬山麓
- 河合奈保子
  - ヤング・ボーイ
  - 愛してます
  - 17才
  - 刹那の夏
  - そしてシークレット
  - キャンディ・ラブ
  - セレネッラ
  - 春よ恋
  - プールサイドが切れるまで
- 川口雅代
  - やさしいAffair
  - KISS
- キャンディーズ
  - ハート泥棒
- クリスタルキング
  - 大都会
  - 明日への旅立ち
- 小泉今日子
  - 迷宮のアンドローラ/DUNK
- 郷ひろみ
  - 洪水の前
  - バイブレーション (胸から胸へ)
  - お嫁サンバ
- 古賀栄子
  - 夕だち日記
  - 勇気下さい
  - 逢いたさ指数
  - コバルトの好きな女の子
- 湖東美歌
  - アメリカ橋（のち狩人がカバー）
- 小林明子
  - 真実
  - 心みだれて〜Say it with flowers〜

### さ行
- 西城秀樹
  - エンドレス・サマー
  - 眠れぬ夜
  - ジプシー
  - 追憶の瞳 〜LOLA〜
  - 夏の誘惑
  - 愛に走れ（編曲）[注釈 5]
  - 真夜中のピエロ（編曲）
  - 青年「ブーツをぬいで朝食を」収録曲（編曲）
  - IF（イフ）「勇気があれば」収録曲（編曲）
  - オンリー・ラヴィング・ユー「愛の園 (AI NO SONO)」収録曲（編曲）
  - 永遠にマイ・ラブ「サンタマリアの祈り）」収録曲（編曲）
  - サマー・ガール[注釈 6]（編曲）
  - 夏色の再会[注釈 7]（編曲）
  - Say[注釈 8]（編曲）
  - リバーサイドで逢いましょう（編曲）
  - Living Like a Gypsy（編曲）[注釈 9]
  - 流されて〜永遠より遠い夏〜（編曲）
  - すれ違い（編曲）
- Hideki Saijo & Barry Manilow
  - 腕の中へ -In Search of Love-
- 酒井法子
  - 1億のスマイル － PLEASE YOUR SMILE －
  - HAPPY AGAIN
  - ホンキをだして
- 坂上香織
  - 不思議なオルゴール
  - レモンを齧りながら
- 榊原郁恵
  - イエ!イエ!お嬢さん
  - ROBOT
  - 想い出パズル
  - 真夏のファンタジア
  - つれてってピーター・パン〜一夜の夢〜
  - 愛と風のララバイ
  - 愛の旅立ち
  - 恋はう・ら・は・ら
  - ビバ!ピーターパン
  - 私の天使
  - 愛はサークルゲーム
- 桜田淳子
  - あなたのすべて
  - 気まぐれヴィーナス
  - もう戻れない
  - しあわせ芝居
  - 追いかけてヨコハマ
  - 20才になれば
  - 美しい夏
  - 玉ねぎむいたら…
  - 女らしく
  - 若い人のテーマ
  - ロンリーガール
  - 哀しみの前奏曲
- 沢田研二
  - コバルトの季節の中で
  - さよならをいう気もない
  - 勝手にしやがれ
  - 憎みきれないろくでなし
  - 思いきり気障な人生
  - あなたに今夜はワインをふりかけ
  - サムライ
  - ダーリング
  - LOVE (抱きしめたい)
  - OH! ギャル
  - 思いきり気障な人生（LP収録曲すべて編曲）
  - 今度は、華麗な宴にどうぞ。（「ヤマトより愛をこめて」以外のLP収録曲すべて編曲）
  - LOVE 〜愛とは不幸をおそれないこと〜（LP収録曲すべて編曲）
- C-C-B
  - Romanticが止まらない ※C-C-Bと共編曲。
  - スクール・ガール ※同上。
  - Lucky Chanceをもう一度 ※同上。
  - I SAY, I LOVE YOU
  - もっとハートフルに愛して ※C-C-Bと共編曲。
  - サーフ・ブレイク ※同上。
  - 御意見無用、花吹雪 ※同上。
  - 空想Kiss-2
- ジェイク・H・コンセプション
  - Dangerous Night
- 島田奈美
  - 負けないで…片想い
  - パステル・ブルーのためいき
- 庄野真代
  - 飛んでイスタンブール
  - ターキッシュ・ムーン
- 鈴木雄大& Dream Park Kids Project
  - Dream Park〜野球場へゆこう〜
- セイントフォー
  - 不思議TOKYOシンデレラ

### た行
- 高田みづえ
  - ビードロ恋細工
  - なぜ…
  - ドリーム・オン・ドリーム
  - 青春II
  - どうして私を愛したのですか
  - 愛のイマジネーション
  - 向い合わせ
  - 雨のコラージュ
  - 告白びより
- 立花理佐
  - 最高の一日 〜One Day〜
- 田村英里子
  - 好きよ
- 田山雅充
  - 春うらら
  - 嗚呼
  - 愛することから始めてみませんか
- チェリッシュ
  - 風光る
  - セピア色の枯葉
- つちやかおり
  - 哀愁のオリエント急行
  - ハートに落した涙
- 東京JAP
  - 摩天楼ブルース

### な行
- 1986オメガトライブ
  - Navigator
  - Older Girl
- 中島みゆき
  - アザミ嬢のララバイ
  - 時代
  - 悪女
  - 誘惑
  - 横恋慕
  - ひとり
  - やまねこ
- 長渕剛
  - 雨の嵐山
- 中村晃子
  - 恋の綱わたり
- 中森明菜
  - スローモーション
- 中山美穂
  - 生意気
  - ツイてるねノッてるね（ヤマハ時代の後輩である大村雅朗と共同編曲）
  - ジェラシー
  - WAKU WAKUさせて
  - WAKU WAKUさせて(12インチ)
  - 炎の舞
  - ペニンシュラ・モーニング
  - 黄金海岸
  - 霧のケープコッド
  - スウェーデンの城
  - インカの秘宝
  - 熱い夜
  - SWITCH ON (ハートのスイッチを押して)
  - 時の流れのように
  - 「派手!!!」
  - 50/50
- 仁藤優子
  - そのままの君でいて
- 丹羽応樹
  - もうひとつの旅立ち
- 野口五郎
  - 愛よ甦れ
  - 女になって出直せよ
  - 序曲・愛
  - 氷をゆらす人
  - ふるえて眠れ
  - 舞

### は行
- 林原めぐみ
  - 今日の日はさようなら（鷺巣詩郎と共同編曲）
  - 翼をください（同上）
- 早見優
  - 哀愁情句
  - 不意打ちのランデブー
- 平尾昌晃・畑中葉子
  - 恋ごころ
- 布施明
  - ひとり芝居
  - 旅愁〜斑鳩にて〜
- 堀江淳
  - メモリーグラス
- 堀江由衣
  - my best friend
  - brand-new コミュニケイション（作曲・編曲）
  - Dear mama
  - ゆびきり（作曲・編曲）
  - 花柄のワンピース（作曲・編曲）
- 本田美奈子
  - 好きと言いなさい
  - 青い週末（ハート型EPレコード）

### ま行
- 松本伊代
  - 信じかたを教えて
  - サヨナラは私のために
  - 思い出をきれいにしないで
  - すてきなジェラシー
- 松本ちえこ
  - フラワー・メッセージ
  - ワンダフル・ヒーロー
  - かわいい貴方
  - ゆずって下さい
  - 哀愁メモリー（作曲・編曲）
  - セントラル・パーク（作曲・編曲）
- 円広志
  - 夢想花
- 黛ジュン
  - 風と大地の子守唄
  - 男はみんな華になれ
- 美川憲一
  - 生きる
- 宮崎美子
  - NO RETURN
- 宮前ユキ
  - Give Up
- 水越恵子
  - めぐり逢いすれ違い
- 水谷麻里
  - 21世紀まで愛して
- 森進一
  - 林檎抄
- メロン記念日
  - 電話待っています
- 森尾由美
  - だからタッチ・ミー

### や行以降
- 八木さおり
  - 瞳で片想い
- 薬師丸ひろ子
  - ささやきのステップ
- 安田成美
  - 透明なオレンジ
- 山口百恵
  - パールカラーにゆれて
  - GAME IS OVER
  - 雨に願いを
  - 涼やかな人
  - 嘆きのサブウェイ
- 山瀬まみ
  - 金の波、銀の砂
  - セシリア・Bの片想い
  - 小夜子
  - ロング・ヘアーの少年
- 吉田真梨
  - まっ赤な耳たぶ
  - 元気ですか今はそれだけ
- 芳本美代子
  - 青い靴
  - 青い靴(12インチ)
  - Auroraの少女
- りりィ
  - 風のバレリーナ
- レスリー・チャン
  - 愛的凶手（作曲・編曲）
- 渡辺真知子
  - 迷い道
  - かもめが翔んだ日
  - ブルー
  - たとえば…たとえば
  - 別れてそして
  - 季節の翳りに
  - 唇よ、熱く君を語れ
  - ホールドミータイト
- 渡り廊下走り隊
  - 白いチューリップ
  - 冒険エトセトラ

### ジャニーズ事務所関連
- 嵐
  - LOVE PARADE
  - マスカレード
- A.B.C-Z
  - Moonlight walker
  - 夏と君のうた
  - Begin again
  - JODEKI!
  - 不完全な逃避行
- NYC boys
  - 蒼い季節
- 川崎麻世
  - 宇宙空母ブルーノア 〜大いなる海へ〜
  - 夜間航海
- 関ジャニ∞
  - 誰よりキミが好きだから
  - fuka-fuka Love the Earth
  - 二人の涙雨
  - My Last Train
- KinKi Kids
  - ジェットコースター・ロマンス[8]
  - フラワー[8]
  - 夏の王様
  - 薔薇と太陽
  - HELLO
  - BABY LOVE
  - 哀愁のブエノスアイレス
  - 僕は思う
  - ひとりじゃない
  - FRIENDS
  - ラジコン
  - いのちの最後のひとしずく
  - 明日のピース
- King & Prince
  - シンデレラガール
  - 愛のすべて
  - Moon Lover
  - 雨音
- 近藤真彦
  - 気ままにWALKIN'
  - 無頼派
  - BANKA 〜男たちの挽歌〜
  - 大人の流儀
  - えとらんぜ
  - 泣いちゃえ〜Only Cryin'〜
  - 愚か者 (acoustic version)
  - シュガーボーイの憂ウツ
- ジャニーズWEST
  - SAKURA 〜旅立ちのうた〜
  - KIZUNA
  - Parade!!
- 少年隊
  - 仮面舞踏会
  - ABC
  - ONE STEP BEYOND
  - 日本よいとこ摩訶不思議
  - 自然にKISSして
  - 愛の手紙
  - FUNKY FLUSHIN'
  - BOMBER
  - 砂の男
  - EXCUSE
  - NIGHT WING
  - ロマンチックタイム
  - サクセス・ストリート
  - 反則!
  - 一千一秒物語
  - My Little Simple Words
  - 永遠の恋人
  - 千年の季節
  - Ever Dream
  - Morning Train
  - ダンス ダンス ダンス
  - 見れば見るほど…
  - Goodbye & Hello
  - Back to Paradise
  - めぐりゆく夏
  - ビロードの闇に抱かれて
- SMAP
  - Can't Stop!! -LOVING-
  - 笑顔のゲンキ
  - KISS OF FIRE
  - ブラブラさせて
  - ストレス
- Sexy Zone
  - Lady ダイヤモンド
  - カラフル Eyes
  - カラクリだらけのテンダネス
  - I see the light〜僕たちのステージ〜
  - シーサイド・ラブ
  - Miss Mysterious
  - 君だけFOREVER ※Filip Lindforsと共編曲。
  - 君らしくない一日をボクと
  - この手をつなごう
  - Love Confusion
  - 最後の笑顔
- タッキー&翼
  - PROGRESS
  - 約束-Last-
- 田原俊彦
  - ハッとして!Good
  - ブギ浮ぎI LOVE YOU
  - キミに決定!
  - 悲しみ2(TOO)ヤング
  - 君に薔薇薔薇…という感じ
  - 原宿キッス
  - NINJIN娘
  - 騎士道
  - It's BAD
  - “さようなら”からはじめよう
  - どうする?
  - 抱きしめてTONIGHT
  - かっこつかないね
  - ごめんよ 涙
  - ひとりぼっちにしないから
  - NUDE
  - 雨が叫んでる
  - KISSで女は薔薇になる
  - 雪のないクリスマス
  - HA-HA-HAPPY
  - ロマンティストでいいじゃない
  - 青春ひとりじめ
  - 空とぶハート
  - センチはやめろよ
  - 愛の神話
  - 悲しみよこんにちわ
  - スターダストに夜は更けて
  - ANO ANO お嬢さん
  - ジャングル・シェイク
  - ニューヨーク・スマイル
  - 見慣れない君を見た
  - がんばれよナ先生
  - OPEN YOUR HEART -イキにいこうよ-
  - そばにおいでLady moon
  - 海賊 ※羽田一郎と共編曲。
  - 夕やけに帰ろう
  - ときめきを どうもありがとう
  - 夢幻LOVE
- テゴマス
  - 猫中毒
  - HIGHWAY
- TOKIO
  - カンパイ!! ※永見竜生と共編曲。
  - AMBITIOUS JAPAN!
  - 明日を目指して! ※長瀬智也と共編曲。
  - 宙船
  - 本日、未熟者
  - 青春 SEISYuN
- NEWS
  - Stand Up!
  - BEACH ANGEL
- 忍者
  - ハラショ!
  - See You Again…!
  - YAMATOネシアから愛を込めて
  - バトルチャレンジャー
  - HA・TA・SHI・JO
  - ZI・N・GI
  - THE 花笠!
  - ジャニーズワールドへようこそ
  - GEISHA
  - 僕には何ができるだろう
  - 風よ
  - IF YOU LOVE ME……
  - Dearest
  - マリリンモンローのサングラス
  - 涙の片想い
  - 夏のカーブ
  - 雨の遊園地
  - 江の島クリスマス
- 光GENJI
  - CO CO RO
- Hey! Say! JUMP
  - 冒険ライダー
  - OVER
  - スクールデイズ
  - ChikuTaku
  - 情熱JUMP
  - Together forever
  - Puppy Boo

## ディスコグラフィー
船山基紀
- 船山基紀 サウンド・ストーリー 時代のイントロダクション（2020年12月16日、SME） - 4CD+歌詞ブックレット38P+解説ブック100P

MOTO & MASU - 船山基紀と増崎孝司によるユニット
アルバム
- LAWN BOYS GO TO MANHATTAN（2014年5月7日、78LABEL）
- Te Quiero（2015年7月22日、78LABEL）

## 舞台
- PLAYZONE[4]
- SHOCK[4][8]
- 滝沢革命[4]

## 出演
- 輝き続ける中島みゆき（2021年3月7日、BSフジ）[11]
- 有吉×怪物　(2021年9月29日、日テレ)

## 関連書籍
- DU BOOKS『ニッポンの編曲家　歌謡曲／ニューミュージック時代を支えたアレンジャーたち』（川瀬泰雄・吉田格・梶田昌史・田渕浩久 著）2016年 ISBN 978-4-907583-79-8